# Foothills County
Foothills County is een municipal district in de Canadese provincie Alberta. Het grenst in het noorden aan de stad Calgary en telt 22.766 inwoners (2016).
Foothills County omvat de gemeenten Black Diamond, High River, Okotoks en Turner Valley, het dorp Longview en tientallen gehuchten. In het municipal district bevindt zich Spruce Meadows, een multifunctioneel stadion dat onder meer dient als thuisbasis van de voetbalclub Cavalry FC.